# カートレイン
カートレイン (Car Train) とは、自動車とそれを運転・乗車していた旅客をともに1本の列車で運送する輸送形態。

## 日本における例

### 国鉄・JR

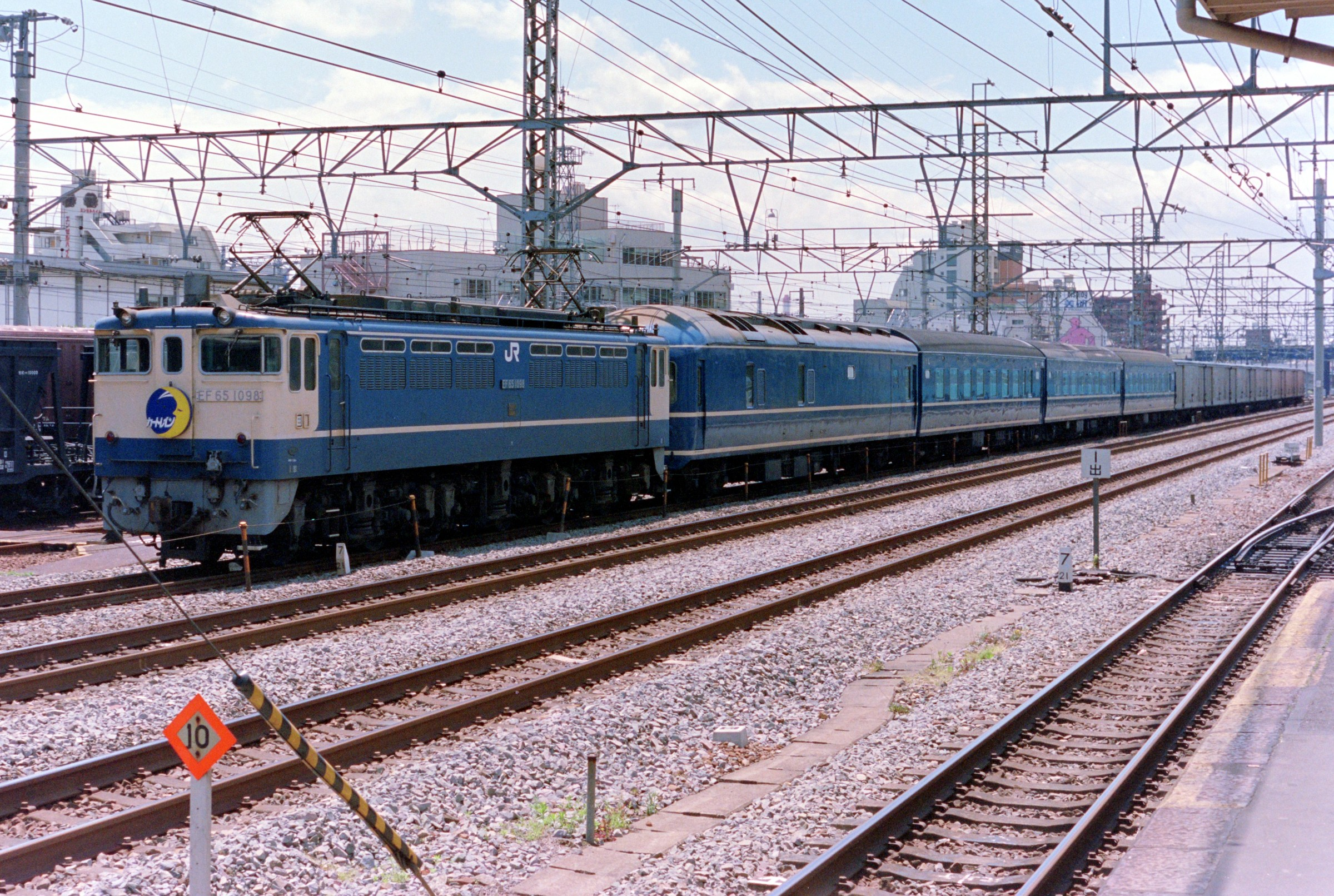
国鉄・JRにおける嚆矢となった「カートレイン」
(1988年5月8日 鶴見駅)

#### カートレイン
1985年（昭和60年）7月27日から日本国有鉄道が乗用車を有蓋貨車に積載する形で汐留駅 - 東小倉駅間を運行した「カートレイン」（のちの「カートレイン九州」）が日本における端緒である。前売りのみの全席指定席で、途中乗車・下車は不可。同年3月のダイヤ改正で一部余剰となった高速貨車である100 km/h走行対応の有蓋車とA寝台客車を使用して運転開始された。自動車輸送用の貨車であるク5000形は100 km/h走行に対応していないことと、無蓋車であるため自動車を破損・汚損する危険性が高いことから使用されなかった。
1990年代は主に東京・名古屋 - 広島・九州間、東京 - 北海道間、北海道相互で運行されたがその後全て運行が終了しており、現在日本では運行されていない。なお、これらは4輪の自動車を輸送したが、これとは別にオートバイ（二輪車）とその運転手を対象とした「MOTOトレイン」「モトとレール」も運行された。
形態としては、自動車・オートバイを手荷物（チッキ）扱いとして運行された。出発駅ホームでは貨物車の横に鉄製パレットが並べられており、乗客が自走にてパレット上に自動車を載せ、係員が安全のため輪止めを掛けてフォークリフトで貨物車へ積み下ろしを行う。到着駅ではすぐさま順番にフォークリフトでパレットを降ろす。自動車の場合、燃料タンク内の燃料を走行に支障のない最小限の量とすることや、車検証の車両寸法に含まれない装備がある場合はそれらを取り外した上で積載していたが、LPG自動車は積載できなかった。オートバイの場合、燃料を抜いてから積み込むという方法を採った。
また、万一自動車側に火災が発生した際自動車積載の貨車を素早く解放できるように営業運転中は貨車は必ず旅客車の後方に連結されており、五稜郭駅等で方向転換が必要な場合は旅客車と貨車の連結位置を入れ替える作業を行っていた。
カートレインは運行当初人気が高く、発売日前日の夜から指定券を買うため徹夜で列に並ばないと入手できないほどであったが、末期には利用が減少していった。

まず1つ目の理由が、積載可能サイズが当時の乗用車事情に対して小さすぎたことである。貨車およびパレット寸法の制約から、全長4670 mm、車幅1700 mm、車高1985 mmまでという制約があった。この基準は5ナンバー枠を下回るものであり、とりわけマークIIやスカイラインセダンといった本格Dセグメント以上の、当時でいう「ハイソカー」の多くが積載できない事態となった。さらに1990年代以降は乗用車の大型化（3ナンバー拡大およびRVブームによるミニバンやクロスオーバーSUVの普及）に伴い、本列車に積載不可能になる乗用車が大幅に増え、利用者から敬遠されるようになったことが挙げられる。

次に、飲食料品購入の難しさである。また食堂車の連結が無く、車掌による乗車記念品以外では弁当・菓子類などの車内販売も実施されなかったため、駅弁などの購入も発駅もしくは指定された駅（約5分停車）でしかできなかった。

更には運行側の事情もあった。国鉄分割民営化時点の取り決めで、複数会社にまたがって運行されるカートレインは、自動車の積み降ろし作業の手数料として両端の会社がまず2割ずつ運賃・料金の分配を受け、残りを運行される区間の営業キロに比例して各社に分配することになっていたが、「カートレイン九州」は、九州に入ってすぐの東小倉駅発着であり、九州旅客鉄道（JR九州）は営業キロに比例して受け取る分の運賃・料金が極端に少なくなっていた。このためJR九州が運転を継続する意欲が無かったとされる。

##### カートレインの各列車
カートレイン九州（旧称「カートレイン」）

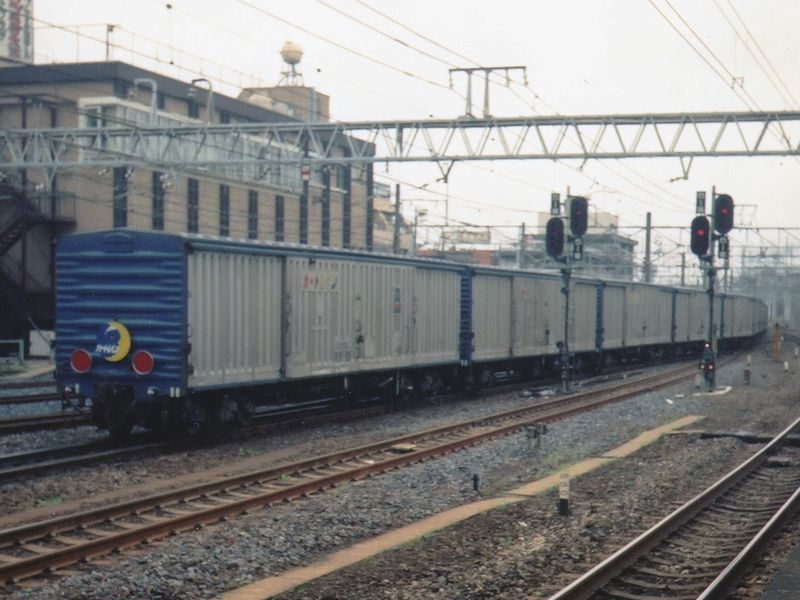
「カートレイン北海道」に使用されたワキ10000形貨車

- 日本初のカートレインで、1985年（昭和60年）から汐留駅（1986年夏期より恵比寿駅、1990年年末より浜松町駅に変更） - 東小倉駅間で運転開始し1994年夏期まで運行。登場時は急行列車扱いだったが、後に特急列車となった。
- 当初は単に「カートレイン」という愛称であったが、行先の異なる同様の列車が増えたため、その後1988年夏期より「カートレイン九州」に改称された。
- 基本的には東京駅 - 東小倉駅間の設定であるが、1987年（昭和62年）3月からは東京駅 - 広島駅間での利用を認め、広島駅に10分ほど停車し、乗降客の乗下車および、広島発着利用分の貨車の増解結を行った。
- 編成は当初品川運転所配置の20系客車2両（寝台車）とワキ10000形貨車4両が使用され、運行当時は余剰となったA寝台車ナロネ21形、電源車カヤ21形を用いた。その後1985年（昭和60年）12月からは客車1両・貨車3両を、1987年（昭和62年）3月からは広島止まりの貨車を2両増結した。1993年（平成5年）年末年始からは、客車が尾久車両センターの14系客車（B寝台車）に変更された。このため寝台料金が下がり、定員もわずかながら増えた。
- 一人1着ずつJRロゴ入りの浴衣が用意されていた。
- 運賃+料金はカーフェリーより若干高いものの、「ジェット&レンタカー」（航空機とレンタカーを組み合わせた旅行商品）より大幅に安い金額とされた。
- 乗務する運転士は2名で、上下白い制服である。長距離・長時間にわたって運行するため、途中で運転士の交代があり、深夜に一度、数分間の運転停車が行われた。

| EF65 105牽引「カートレイン名古屋」（1988年） |  | 「カートレイン名古屋」（1988年） |
| EF65 105牽引「カートレイン名古屋」（1988年） |  | 「カートレイン名古屋」（1988年） |

カートレイン名古屋/カートレインユーロ名古屋
- 1986年（昭和61年）から、1994年（平成6年）に熱田駅 - 東小倉駅間に運行された。急行列車の扱い。
- 編成は電源車として12系客車1両・ジョイフルトレイン「ユーロライナー」個室車2両（1986年度年末年始のみ3両）・マニ44形4両で運行された。
- ユーロライナーの展望車であるスロフ12形を組み込んだ編成で運用されることもあった。
- 最後尾のマニ44形に鯱の絵入りあんどん式テールサインが装備されていたこともあった。
- 初期の1986年度年末年始運行のみ名古屋駅・岐阜駅・小郡駅・下関駅・門司駅に停車し乗客のみを取り扱った。

カートレイン北海道
- 1988年（昭和63年）から1997年（平成9年）に恵比寿駅（1991年以降は浜松町駅） - 白石駅間で毎年夏休み期間に運行された。特急列車扱い。
- 24系客車4両（電源車を含む）とワキ10000形9両で運行された。

カートレイン釧路
- 1997年（平成9年）から1999年（平成11年）に白石駅 - 新富士駅（1997年冬期のみ）、釧路駅（1998年度）間で運行された。急行列車扱い。
- 24系客車または14系座席車とワキ10000形車両6両が使用された。

- 前半日程は白石発を夜行・釧路側発を昼行、後半日程は逆転し釧路側発を夜行・白石発を昼行のダイヤで運行していた。

カートレインさっぽろ
- 1999年（平成11年）夏期に東青森駅 - 白石駅間に運行された。急行列車扱い。
- 14系座席車2両（カーペット・座席車各1両）とワキ10000形6両で運転された。

#### MOTOトレイン・モトとレール

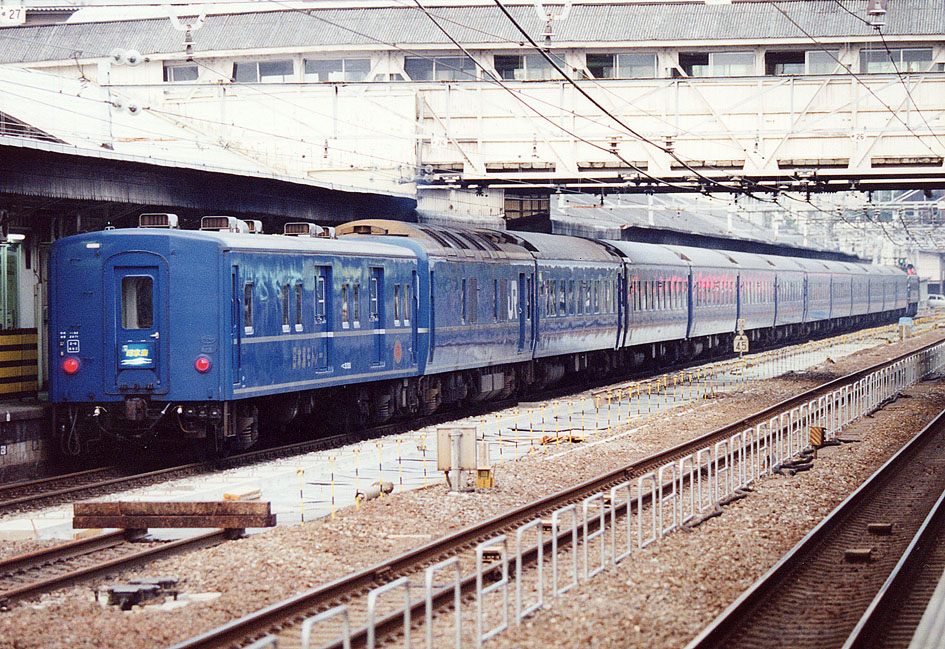
「日本海モトとレール」（1992年、京都駅）

変わり種として、北海道への二輪車によるツーリング客の輸送を行う列車として、上野駅 - 函館駅間および大阪駅 - 函館駅間に、二輪車および運転手（ライダー）を輸送する列車も運行され、前者は「MOTOトレイン」後者は「モトとレール」と称された。ただしこれらは純粋な臨時列車ではなく、定期列車に専用車両を連結する方式を採用した。安全確保のため乗車前に二輪車のガソリンを抜かなければならない不便さはあったが、長距離フェリーに比べて時間が短いことや、大都市主要駅から直接出発する利便性などから人気を博した。1986年（昭和61年）から1998年（平成10年）の13年間、夏季のみ運行された。なお、二輪車の積み込みを行う関係で、途中駅での乗降は一切不可であった。
積載できる二輪車は、「MOTOトレイン」では長さ2300 mm、幅855 mm、高さ1800 mmまででなおかつ排気量125 cc超のもの、「モトとレール」では長さ2200 mm、幅855 mm、高さ1800 mmまででなおかつ排気量125 cc超のものとされていたが、いずれの列車もサイドカー付きとスクータータイプは積載できなかった。二輪車の発着ホームへの移動は、地上ホームになっている上野・函館の両駅がライダー自身による手押し、高架ホームになっている大阪駅が荷物用エレベーターによる昇降だった。いずれもホームでバイクを緊結装置に固定させ、係員がラッシングベルトで固縛する形を取った。
料金にはオートバイの運搬費の他にも、運賃・特急料金・急行料金・B寝台料金が含まれており、ライダー1人のみでの利用はもちろんのこと、タンデムツーリング（2人乗り）での利用もできた。

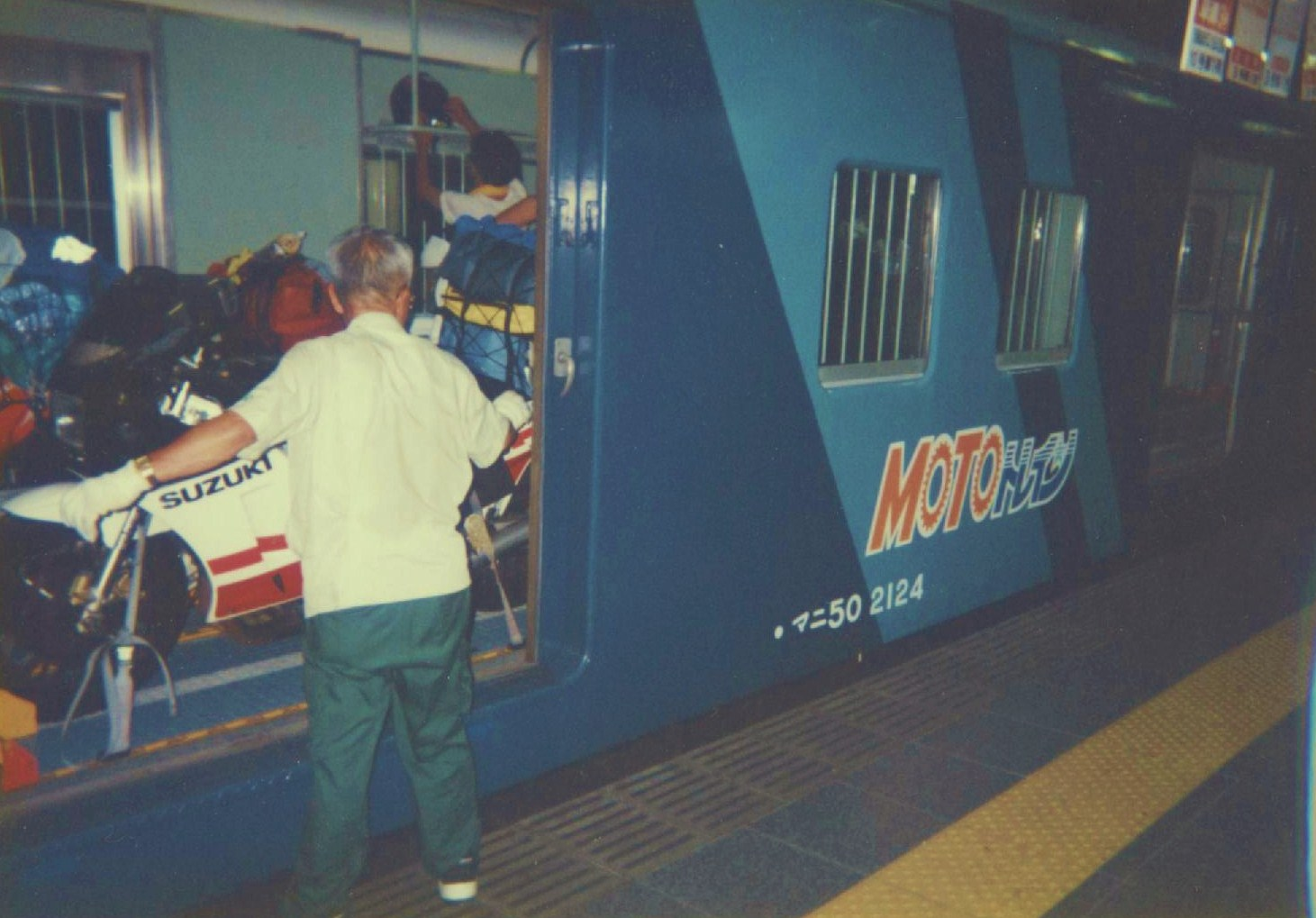
「MOTOトレイン」上野駅でのバイク積み込み

MOTOトレイン
1986年（昭和61年）、オートバイ緊結装置取付改造を受けたマニ50形荷物車にオートバイを搬入し、上野駅 - 青森駅間を運行していた夜行急行「八甲田」（14系座席車）と併結する形で運転開始。バイク輸送車両は常時2両連結された。通常の「八甲田」は全車普通座席車であるのに対し、「MOTOトレイン」連結時は「MOTOトレイン」利用客専用のオハネ14寝台車（3段B寝台）が1両青森側に増結され、他の「八甲田」の車両間との連結面扉は施錠されて「八甲田」利用客とは完全に分離された形で運行した。当初は北海道方面へは青函連絡船と相互に乗り換える形であったが、青函トンネル開業後は運転区間が上野駅 - 函館駅に延長され、上野駅 - 青森駅間が「八甲田」との併結、青森駅 - 函館駅間が臨時快速列車「海峡」との併結という形で運行された。ただし、「八甲田」と臨時「海峡」は同一編成での運用であったため、「MOTOトレイン」車両との増解結が行われるわけではない。
オートバイ輸送車両は必ず列車最後尾に連結する形をとっており、進行方向が変わる青森駅で列車反対側への連結位置変更が行われた。
1993年（平成5年）12月1日以降、「八甲田」が臨時列車化されたものの、運行形態は維持されたが、1998年（平成10年）8月22日の「八甲田」廃止に伴い運転を終了した。
モトとレール
青函トンネルが開通した1988年（昭和63年）夏季より運転開始。「MOTOトレイン」と同様にマニ50形荷物車改造車にオートバイを搬入する形で、大阪駅 - 函館駅間を運行していた寝台特急「日本海1・4号」（24系25形0番台寝台車）に連結。「MOTOトレイン」とは異なりオートバイ利用客専用の客車は連結されず函館駅へ直通する編成の寝台の一部を「モトとレール」乗客用に充てており、オートバイ輸送車両も1両であった。オートバイ輸送車両は万一の事態を考慮して必ず列車最後尾に連結されており、進行方向が変わる青森駅では列車反対側への連結位置変更が行われた。1998年（平成10年）8月23日を以て運転を終了、専用車両は翌年廃車となった。
列車名は当初「日本海MOTOトレイン」であったが、関西弁のニュアンスだと「MOTOトレイン」→「元取れん」、つまり「元が取れない」とも聞こえるため忌み嫌ったJR西日本は、「元取れる」と聞こえ、かつ「オートバイと鉄道」という意味にとることができる「モトとレール」に変更した。なお列車名は年度によって「日本海モトトレール」となるなどの違いがあった。
バイクトレインちくま
1986年（昭和61年）6月26日から9月26日までの週末に、マニ44形荷物車にオートバイを搬入し大阪駅 - 長野駅間を運行していた夜行急行「ちくま」に連結する形で運転された。こちらは同年のみの設定であった。

### 青函トンネルカートレイン構想
日本では、青函トンネルの開通前に設置された利用方法をめぐる審議会において、1984年にカートレインの導入を求める答申が出ているが、具体化する目処は全く立っていない。
1984年の日本鉄道建設公団「青函トンネル問題研究会」の報告書では狭軌運行1区間と標準軌運行2区間の以下の3パターンで比較検討を行うもいずれも一長一短で結論を出さない形とし、関係省庁での連絡会議でも具体的結論は得られず、1986年3月には運輸省が「トラックの需要見通しが好転せず、黒字転換は早くて9年目」との見通しを示したのを最後に関連会合は進展しなかった。
| 区間            | 軌間   | 投資額   | 利点 | 欠点 |
| --------------- | ------ | -------- | --- | --- |
| 函館 - 青森     | 狭軌   | 20億円   | - ターミナルの新規建設のみで済む。 - 投資額が最小となる。                                               | - 輸送車両が乗用車と小型トラックに限られる。 - 需要が少なく採算の確保に長期間を要する。 - 需要が夏季に集中し、繁忙期の対応が困難。 |
| 函館 - 青森     | 標準軌 | 1500億円 | - 全車種の輸送が可能。 - 多くの需要が見込まれる。 - 新幹線との両立が可能。 - 採算性を短期に確保できる。 | - 投資額が大規模となる。 - 需要予測を誤ると多大な欠損が生じる。                                                                    |
| 木古内 - 中小国 | 標準軌 | 200億円  | - 全車種の輸送が可能。                                                                                  | - アクセス性が悪く需要が少ない。 - 採算性は函館 - 青森狭軌案と同等。 - アクセス道路を含めると800 - 2000億円の投資が必要。          |

また1997年には財団法人東北産業活性化センター（現 東北活性化研究センター）が津軽今別駅 - 知内駅間において狭軌でのカートレイン構想を提言しており、英仏海峡トンネル「ル・シャトル」の技術を導入した上で初期投資額はターミナル整備費47億円・車両費58億円の計105億円で初期は狭軌軌道で運行し将来の新幹線開通にも対応することとし、所要時間2時間53分、車両は機関車と積込ゲート付き貨車・自動車積載貨車合わせて20両編成で積載量は大型トラックのみ16台または乗用車のみ48台、運賃は青函フェリーと比較しトラックは10%・乗用車は30%安い値段、年間需要量は貨物10tトラック換算約4.5万台・旅客約15.5万人、経済効果は年間19億円、収支として単年度黒字に5年・累積赤字解消に17年と試算され、英仏海峡トンネルと同等の車両限界の緩和・安全対策設備の追加やターミナルまでの幹線道路級のアクセス道路の整備が必要とされた。
計画が具体化していない原因としては、主要なものとして以下の点があげられている。
- トンネル開口部付近に予定される積み下ろし基地までの道路整備にかかる財源問題。
- 導入後のフェリーに対する補償問題。
カートレインではないが、本四架橋でも船会社への補償問題が発生した。
- 導入した場合の鉄道輸送のシェア低下・利用区間の短縮に伴う減収（特に貨物輸送の逆モーダルシフト化）の懸念。
- 北海道新幹線乗り入れ後のダイヤ編成の複雑化。

北海道新幹線着工に伴い、JR北海道は貨物のダイヤ対策としてトレイン・オン・トレイン（ToT）の開発に着手しこれを応用したカートレイン構想も明らかにされたが、肝心のToT方式の開発が難航したことに加えてその後の事故・不祥事の頻発に起因した経営問題から安全性を重視する方針転換によって開発は事実上頓挫している。
この他、2017年には日本プロジェクト産業協議会の第2青函トンネル構想の一環として第1段階の鉄道用トンネルに貨物列車とカートレインを運行する計画が提唱されている。

### 私鉄
- 1971年から、大井川鐵道井川線にて客車列車に乗用車を載せた無蓋車を併結した「フェリー列車」が運行されていた[27]。

## ヨーロッパの例

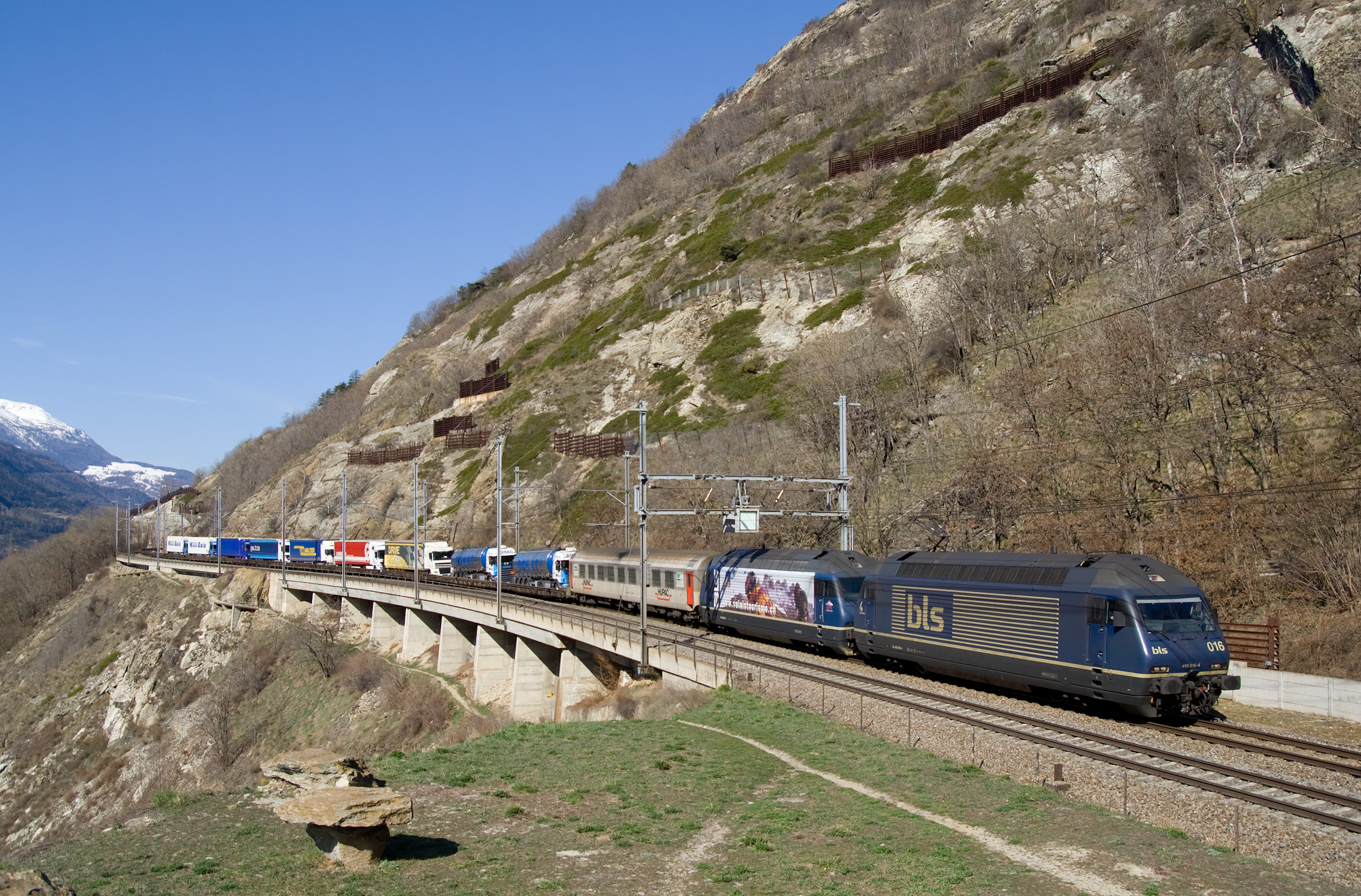
スイスを走るローリング・ハイウェイ

ヨーロッパでは1955年にイギリス国鉄がロンドンからパースの間で「カースリーパー」の愛称で運行を開始し翌年にはドイツ連邦鉄道も英仏海峡海運会社との連携により「オートライゼツーク」を開始しその後スイスやベルギーなどの欧州諸国に広まった。
主にアルプス越えなど長大道路トンネルを掘るのが困難な区間において、貨車に自動車をそのまま搭載し輸送するものを指す。特に交通の要衝スイスでは、排気ガスの増加など環境面への配慮から、政府やEU（欧州連合）からの資金的な援助によりローリング・ハイウェイと呼ばれるカートレインが多く設定されている。鉄道による自動車の輸送は、英仏海峡トンネルでも導入された（ユーロトンネルシャトル）。英仏海峡トンネルの場合、当初から大型トラックやバスを輸送できるようにトンネルが大きく設計されており、恒常的に鉄道による自動車（乗用車、トラック、バス、二輪車）の輸送が行われ、自動車を貨車へ乗り付けた後、運転者や同乗者は別の客車へ乗車することになる。
また日本では全廃された寝台車と自動車運搬用貨車を併結し長距離を走行するカートレインも夏のバカンスシーズンを中心に多数運転されている。 
欧州では鉄道の軌間が日本より広く、貨車も大きいため、日本のカートレインが積載できなかった大型乗用車やミニバン・クロスオーバーSUVも搭載可能である。
詳細はMotorailを参照のこと。

## アメリカの例

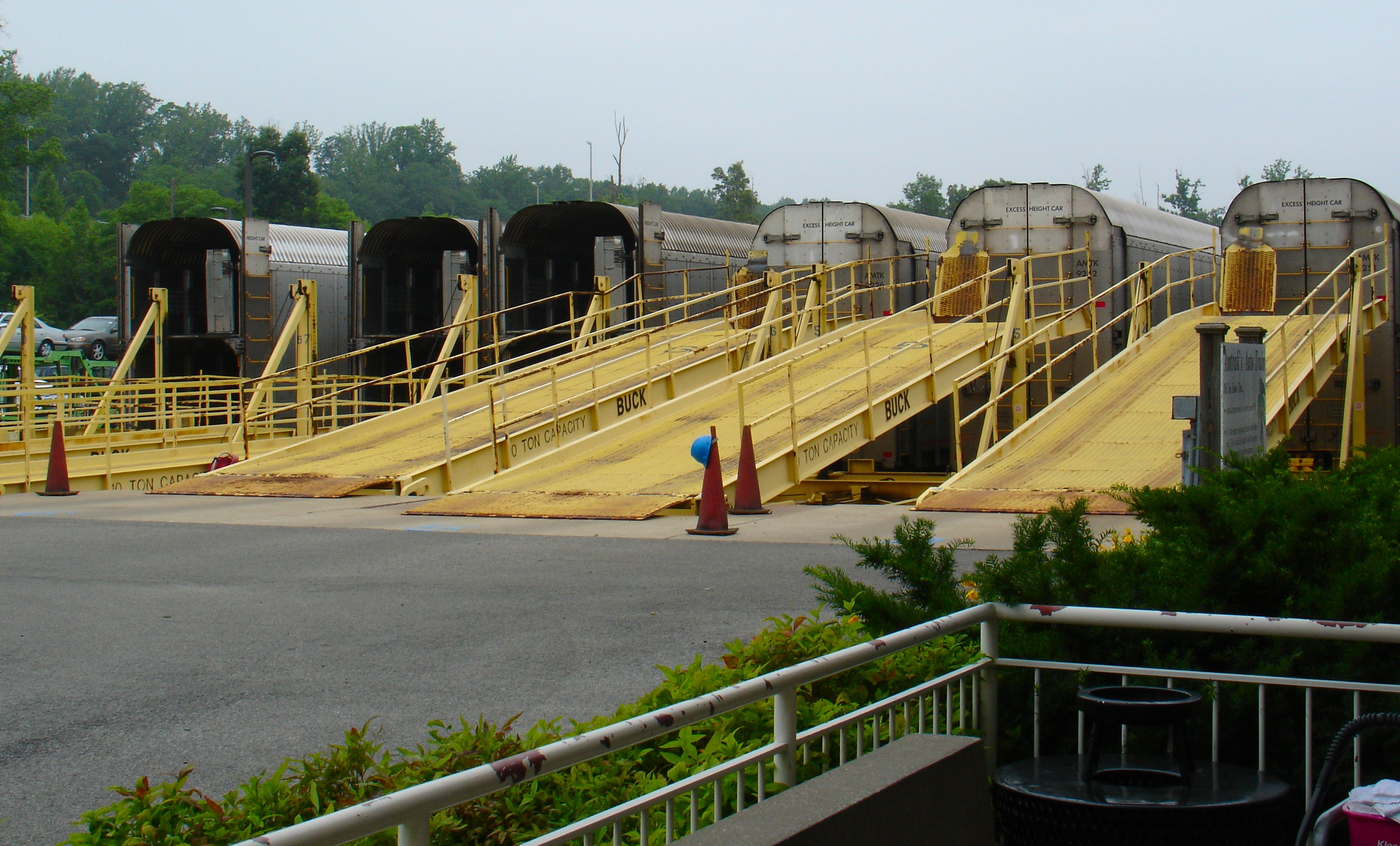
ロートン駅の車載設備

アメリカ合衆国では、オートトレイン社によって1971年からオートトレインの運行が開始されていたが、同社の経営破綻により1981年に運行停止に追い込まれている。その後1983年からアムトラックによってバージニア州ロートン（ワシントンD.C.近郊）-フロリダ州サンフォード（オーランド近郊）にオートトレインが運行されている。

## 台湾の例
台湾では、樹林駅 - 花蓮駅間、宜蘭駅 - 花蓮駅間などにおいて、週末（金曜日、土曜日、日曜日）のみカートレインが運行されている。